# Coccorella atrata
Coccorella atrata is een straalvinnige vissensoort uit de familie van sabeltandvissen (Evermannellidae). De wetenschappelijke naam van de soort is voor het eerst geldig gepubliceerd in 1894 door Alcock.